# Koulamoutou
Koulamoutou es una ciudad situada en la provincia de Ogooué-Lolo, en el centro de Gabón. Se encuentra en la confluencia del río Lolo y el río Bouenguidi.  Tiene una población de 25.651 habitantes, según el censo de 2013.
La ciudad se encuentra en la carretera N6. La ciudad tiene el aeropuerto de Koulamoutou y fue desarrollado por un Ministro de Turismo nacido en una aldea cercana.
La ciudad tiene un museo, un cine, un aeropuerto y también es conocida por su vida nocturna. Las montañas du Chaillu y las cataratas de Mbougou se encuentran cerca de Koulamoutou.

## Turismo
Las colinas que rodean Koulamoutou ofrecen oportunidades para practicar senderismo y observar aves. La región alberga una gran variedad de especies de aves, algunas endémicas de Gabón. Además, el cercano Parque Nacional de Lopé es un destino popular para safaris, con su abundante fauna, que incluye elefantes, gorilas y leopardos. 

### Actividades
Fútbol americano: es el deporte más popular en Gabón y Koulamoutou. 
- Senderismo: Koulamoutou está rodeado por paisajes naturales, lo que lo convierte en un lugar ideal para practicar senderismo. Se explora la selva tropical, las colinas y los ríos de la zona.

- Pesca: El río Lolo es un lugar popular para pescar en Koulamoutou.

- Ciclismo:  es una excelente manera de explorar Koulamoutou y sus alrededores. Se puede recorrer la ciudad o adentrarse en los senderos de la selva.